# Wanlockhead Beam Engine

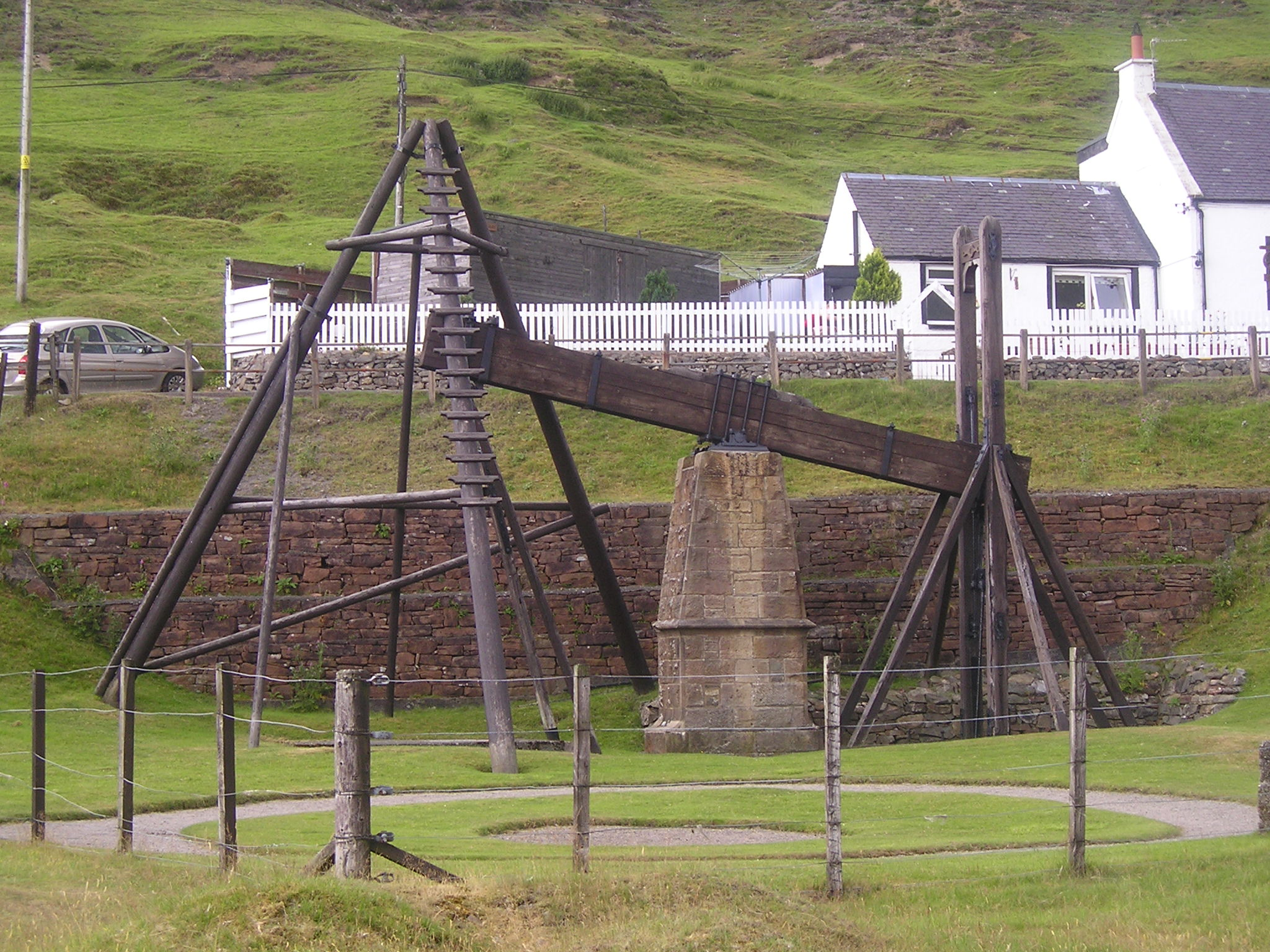
De Wanlockhead Beam Engine.

De Wanlockhead Beam Engine is een negentiende-eeuwse houten waterbalanspomp, staande in Wanlockhead in de Schotse regio Dumfries and Galloway.

## Geschiedenis
Volgens traditie zouden de loodmijnen van Wanlockhead zijn ontdekt door de Nederlandse goudzoeker Cornelius de Vois, die in de jaren zestig van de zestiende eeuw actief was in Schotland. Er bestaat echter documentatie die aantoont dat er al aan het begin van de zestiende eeuw sprake was van loodmijnen in dat gebied. Vanaf 1675 werden de mijnen door verschillende partijen geëxploiteerd. In 1906 nam de Wanlockhead Lead-Mining Company de mijnen over. Niet lang na 1918 werden de mijnen gesloten, omdat ze te weinig opbrachten.
De loodmijnen dienden voortdurend gedraineerd te worden. Tot het begin van de achttiende eeuw werden handpompen gebruikt, die vervolgens werden vervangen door waterpompen, die door stoom werden aangedreven. In 1745 werd de waterbalanspomp geïntroduceerd. Een van de weinige in de 21e eeuw overgebleven houten exemplaren werd in de jaren zeventig van de negentiende eeuw geplaatst bij de loodmijn genaamd Straitsteps, die in 1675 was geopend door Sir James Stampfield.

## Principe
De waterbalanspomp, de beam engine, werkte doordat water verzameld in een watertank op de heuvel naar een houten emmer werd geleid die vastzat aan de ene zijde van de balans. Zodra de balans doorsloeg door het gewicht van het water in de emmer, ging de andere zijde van de balans omhoog waardoor een (kleinere) hoeveelheid water uit de mijn naar boven kon worden gehaald. Het water in de balans werd via goten afgevoerd naar een nabijgelegen beek, zodat de cyclus weer opnieuw kon. Zo'n cyclus duurde ongeveer dertig seconden. Een voordeel van deze waterbalanspomp was dat deze zonder al te veel supervisie kon functioneren.

## Beheer
De Wanlockhead Beam Engine wordt beheerd door Historic Scotland.